# Línea de crédito
Una línea de crédito es una facilidad crediticia concedida por un banco u otra institución financiera a un cliente gubernamental, empresarial o individual que permite al cliente recurrir a la facilidad cuando necesita fondos. Una línea de crédito adopta varias formas, como un límite de sobregiro, un empréstito, un propósito particular, un crédito de embalaje para la exportación, un empréstito a plazo, un descuento, una compra de efectos comerciales, una cuenta de tarjeta de crédito rotativa tradicional, etc. Se trata de una fuente de fondos a la que se puede recurrir a discreción del prestatario. Sólo se pagan intereses por el dinero retirado. Las líneas de crédito pueden estar garantizadas por un aval o pueden ser no garantizadas. 
- Datos: Q1787082